# Mosquée Mohammed VI d'Abidjan
La mosquée Mohammed VI, inaugurée au 26 ramadan 1445 de l'Hégire correspondant au 5 avril 2024, est un édifice religieux musulman situé à Abidjan en Côte d'Ivoire. La mosquée qui devient la grande du pays, est offerte par le roi du Maroc Mohammed VI à la république de Côte d'Ivoire. Elle s'étend sur  25000 m2.

## Historique
La mosquée Mohammed VI est située à Abidjan, dans la commune de Treichville dans le sud du pays. Les travaux de construction débutent officiellement en 2017 à la suite du lancement fait le 3 mars 2017 par le roi Mohammed VI et le président Alassane Ouattara,,. 
Cette mosquée est offerte par le roi du Maroc Mohammed VI pour un coût global de 120 millions de dirhams, soit 7,2 milliards de francs CFA.
La fin de la construction prévue initialement pour 2020 prend un retard, et s'achève en 2024, quatre ans plus tard. La mosquée est inaugurée le 5 avril 2024, par la Fondation Mohammed VI des ouléma africains en collaboration avec les autorités ivoiriennes tels que le Conseil supérieur des imams, des mosquées et des affaires islamiques de Côte d'Ivoire (Cosim) et la section ivoirienne de la fondation. L'œuvre est construite par l’architecte Mustapha Zeghari.

## Description
L'ouvrage a été exécuté par des artisans marocains conformément aux standards architecturaux traditionnels du Maroc. La structure de la mosquée couvre une aire de 25 000 m2, abritant une salle de prière d'une capacité de 7000 fidèles, ainsi que des installations annexes telles qu'une salle de conférences, une bibliothèque, un centre commercial, des zones paysagères, un édifice administratif, un logement pour l'imam, et un espace de stationnement,.